# Rue de la Pompe (Liège)
Ne doit pas être confondu avec Rue de la Pompe.
La rue de la Pompe est une rue ancienne du centre de Liège (Belgique) se raccordant au boulevard de la Sauvenière. 

## Situation et description
Cette courte, plate et étroite rue d'une longueur d'environ 24 m et large d'à peine deux mètres est piétonne. Elle relie le boulevard de la Sauvenière (entre les nos 170 et 172) à la rue Sur-la-Fontaine (entre les nos 79 et 83).
Il s'agit d'une des rues la plus courtes du centre de Liège derrière la Rue Pont-Thomas et aussi l'une des plus étroites derrière la rue du Carré (largeur moyenne de 80 centimètres).

## Odonymie
Jusqu'au XIXe siècle, il existait une pompe à eau dans cette rue. L'eau provenait d'une areine, celle de Gersonfontaine, percée par Jean Curtius en 1608.

## Historique
Au Moyen-Âge, la rue reliait le cours d'eau de la Sauvenière à un bras secondaire et parallèle qui s'appelait la rivière delle Fontaine Saint-Lambert et qui coulait le long de l'actuelle rue Sur-la-Fontaine.
Sur un plan édité vers 1750 (voir ci-dessous), on dénombre dix rues ou ruelles reliant la rue Sur-la-Fontaine à la Sauvenière en aval du pont d'Avroy. Seules les rues de la Pompe et des Urbanistes existent encore aujourd'hui.

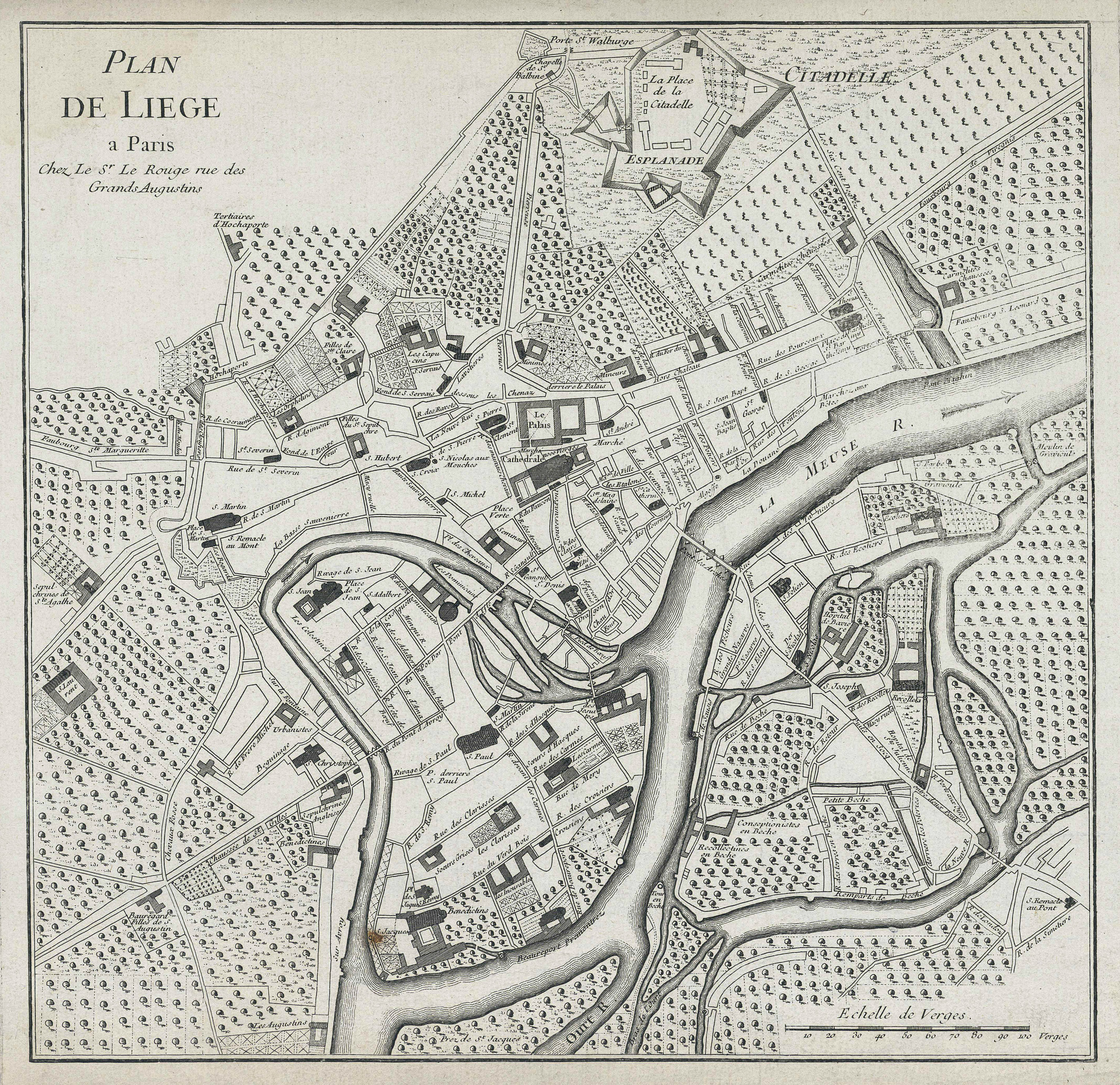
Plan de Liège vers 1750

## Voies adjacentes
- Boulevard de la Sauvenière
- Rue Sur-la-Fontaine

### Source et bibliographie
- Yannik Delairesse et Michel Elsdorf, Le nouveau livre des rues de Liège, Liège, Noir Dessin Production, décembre 2008, 2e éd. (1re éd. 2001), 512 p. (ISBN 978-2-87351-143-2 et 2-87351-143-5, présentation en ligne), page 349